# 부세 토순
부세 토순 차부숄루(튀르키예어: Buse Tosun Çavuşoğlu, 1995년 12월 5일~)는 튀르키예의 레슬링 선수이다. 2024년 하계 올림픽에서 여자 라이트헤비급 동메달을 획득했으며 세계 선수권 대회에서 금메달 1개, 은메달 1개, 동메달 1개를 획득했다.

## 개인사
2021년 8월 13일 레슬링 선수인 세르칸 차부숄루와 결혼했다.